# Paul Klee
Paul Klee (Münchenbuchsee, Svájc, 1879. december 18. – Locarno, 1940. június 29.) svájci festő, grafikus.

## Élete
1879. december 18-án született Svájcban, gazdag intellektusú, kitűnő humorú családban. Az apja zenepedagógus volt, szigorú ítélőképességgel és szarkasztikus látásmóddal rendelkezett. Később halt meg, mint saját fia. Voltak benne anarchisztikus vonások is. Az anya zongorista volt, szenzibilis és szép. Klee külsőre beduin alkatú, arabos és titokzatos emberként élt a többiek fejében.
Münchenben tanult. Humán gimnáziumba járt, amit ki nem állhatott. 18 éves korában Münchenbe ment: ekkoriban két fő irányzat volt ott, egy természeten alapuló lírai festészet és a szecesszió művészete. 1898-ban Klee egy müncheni mester, Knirr szabadiskolájának növendéke lett, majd két év múlva Franz Stuck akadémiai osztályába ment, itt tanult ekkor Kandinszkij is.
1911-ben csatlakozott a Der Blaue Reiter csoporthoz, és a csoport működésének rövid ideje alatt neve ismertté vált.
1922 és 1931 között Weimarban a Bauhausban tanított, majd Dessauban, illetve Düsseldorfban, míg a nácik el nem bocsátották. 1933-tól Svájcban élt.

## Művészete
Kezdetben grafikusként működött. Irodalmias természetű, gyakran bölcselkedő képeket készített. Később mind érzékenyebb és átszellemültebb, technikájában pedig felszabadultabb lett. Sokat segített ebben számára Kandinszkij barátsága. 1912-ben Párizsban, 1914-ben Afrikában járt. Ekkor talált rá saját színvilágára. Akvarelleket, olajképeket, temperákat és pasztellképeket is készített. Ugyanakkor nem hagyott fel a grafikával sem.
Klee-t érdekelte a geológia és a biológia. Korán jelentkezik a rajz iránti vágya. Először hegedülni tanult, 10 éves korában már a berni tartományi zenekar tagja volt. Nem volt sok pénzük, ennek a ténynek köszönhető, hogy többnyire akvarellel dolgozott egy műteremnek kialakított konyhában. Vonósnégyesben játszott, mikor egy kicsit jobban keresett. Mozart és Bach zenéjét különösen kedvelte, és eredeti interpretációban, bravúrosan játszotta őket. Sokszor foglalkozott a zene és a képzőművészet kapcsolatával: ritmikai képleteket alakított át vizuális jelekké (itt gondolhatunk Matisse Zene c. képére is), festészetében a zene a mintaadó. (Gauguin megjegyezte, hogy „A festészet zenei fázisba lépett”.)
A zenei tehetsége megmutatkozik a kompozíció biztonságában, műveinek karcsú és játékos vonalvezetésében, a matematikai gondolkodásmódban, hol pedig sziporkázó humorában, ami a kamarazenei művek váltakozó tételeire emlékeztet. Klee számára a művészi formák matematikaiak. A zenei művek elvont és testetlen szerkezete megtanította őt arra, hogy később a képzőművészeti formákat is ilyen matematikai tisztasággal szemlélje.
A látható valóságon túli különleges érzékenységű világot alkotott, illetve fedezett fel gazdag, rejtélyes asszociációs térrel. Teoretikusnak is kiváló volt. Tudta, hogy mit csinál, és azt szavakban is meg tudta fogalmazni. Rendkívüli hatással volt a modern képzőművészetre és az iparművészetre is.
Klee művészetétől távol áll az avantgárd ricsaja. Nem sorolható be semmilyen stílusirányzatba, annak ellenére, hogy szintézist csinál több stílusból. Emberi alkata szerény és a művészet fejlődését is a háttérből segítette. Ő inkább egy intellektuális alkat. Kandinszkijjal szemben nem annyira szenvedélyes, inkább a dolgok meditatív mélysége érdekli.
Stílusát leginkább gyerekrajz és az ábrázoló geometria egysége jellemzi.
Egyik fő alaptézise: „A művészet nem a láthatót adja vissza, hanem láthatóvá tesz.” Művészetében lassan és biztosan haladt előre, s inkább a dolgok mélysége, mint felületi érdekessége vonzotta.
„Klee talán Goethe óta valamennyi művésznél tisztábban látta, hogy minden igyekezet hiábavaló, ha erőszakolják; hogy az alkotás folyamata a tudat alatt történik.” – írja Read. Kétségtelen azonban, hogy ezt a mély gyökerekből eredő alkotói munkát Klee nem a szürrealisták módján értette. Az ösztönök mitikus tisztelete helyett az értelem segítségére támaszkodott, és a mélyből feltörő látomásokat is a logika kristályos medrén szűrte át.
Werner Haftmann: „A 20 sz. teljes mértékben a kifejezésre irányul, ez Klee művészete.”
Művészete lírai, de nem szubjektivista – mindig a konkrét jelentés, a valóságos érvényű és egyetemes érvényű mondanivaló felé tör.

## 1903–1914: grafikus korszak
Ebben az időben alapvetően grafikai technikákkal készíti képeit. A fantasztikum iránti vonzódása erősen megmutatkozik. A Stuck-féle akadémián éli meg első válságát: a kortárs művészetet nem érzi jónak, elmenekül Olaszországba, 1901–02 között itt tartózkodik, a reneszánsz mesterek bűvkörébe került. Majd egy 1904-es müncheni látogatása alkalmával Aubrey Beardsley, William Blake és Goya grafikáival is találkozott. Ezek határozzák meg első, grafikai stílusát.
Ebben a korszakában főképpen rézkarcokat készít.
Olaszországi utazásában azonban más dolgok is hatották rá, melyek majd későbbi művészetét fogják befolyásolni: Genovában elsősorban a hajók, hullámok és afrikai emberek élménye érte. Nápoly egy alapvető mediterrán élmény volt számára. Az első tengeri akváriumot is itt építették. Klee ezt meg is nézi. Egész életében hat rá ez a víz alatti, titokzatos világ. Szigorú és finom alakzatok egyaránt megvannak a víz alatt. „A művész úgy alkosson, ahogy a természet alkot.”
- Pisanello grafika (lovagok): Naiv, gyermeki ábrázolásban jelenik meg.

Intervenciók sorozat: Egy novalis-i gondolatot visz végig: „Az ember egy komikus állat.” A képeken erős a karikaturisztikus jelleg. A modern művészettel szembeni szkepszise vezeti ilyen kifejezésmód felé. Egészen apró motívumokkal fog dolgozni: „A primitív állapotba visszakerülni” – ez a cél, mondja ő. A sorozatra hat: Heine, Molière, Arisztophanész. Kétségtelenül a szecesszió paradox életérzésével mutatnak még leginkább rokonságot.
- Szűz a fán: (1903) Megfigyelhető Michelangelo hatása az izmok szikár kidolgozásában. Egy szokásos szecessziós közhelyt pörget meg. A gonosz nő a fán pihen. A nő és növényi lét szecessziós toposza ez. Szúrós, hegyes, rosszindulatú formákat alkalmaz. A kép az éber, talán még kissé túlságosan is szigorú fiatalembernek az ítélete a világról.
- Nő kutyával: (1904) A téma biedermeier: a nő és a rózsa. Ezeket a fajta témákat undortémának nevezte. Bal oldalon egy nő áll csigatesttel, kezében egy rózsát tart. Ez a csiga-megjelenés sikamlós erotikummal – a nőben benne levő állapottal – ruházza fel a képet. Klee ezekkel nem azonosul. A nő oldalán hím, bak, kutya szörny áll, mint egy merev fallosz mered a nő felé. A kép ambivalens érzéseket kelt.
- Két ember találkozik, mindkettő azt hiszi másikuk a butább: (1903) A Michelangelo-karikatúrát szecesszióval kezeli. Egy fanyar, nevetséges állat jelenik meg. A jobb oldali figura Ferenc Józsefet ábrázolja (gogoli hatást mutat) a másik Vilmos herceg.
- Nő forradásokkal: (1903)
- Komédiás I: (1903) A színház, az arc és a maszk viszonyát kutatja. A arcra ráfagyott a maszk. A különös, meggyötört arcot egy porosz fejfedő fedi. Éppen egy torz álarcot vesz le.
- Komédiás II: (1904)
- Szárnyas hős: (1905) Egyszerre emlékmű-szerű, mitikus, hősi, groteszk és torz. A női és férfi erotikus felhangok keverednek egymással. Kicsit szerzetes és harcos is. Az egyik lába patában végződik.
- Hős szárnyakkal: (1905)
- Furcsa fej: (1905)
- ÖnarcKép: (1911)
- Macska: Otthonát jellemzi.
- Kandúr: (1923) A gyerekkorát idézi.
- Kerti jelenet öntözőkannákkal: (1905) Klee első kisebb magáratalálása. A sorba állított locsolókannák szolgálatkész hada és a fölöttük trónoló, a kerti széken lustálkodó macska Klee humorának most már fesztelen és valóban muzikálisan könnyed megnyilatkozása.
- Ültetendő virágok és vázák: (1908)
- Elhagyott kert: (1909)
- Rajzoló az ablaknál: (1909) A kép a grafikus korszakából kilépő lehetőség. Meditatív és egyben depressziós is. Az alak feje olyan, mint egy rovar. Rembrandti barnákat alkalmaz.
- Benézés a hálószobába: (1908)
- Lány korsókkal: Cézanne hatását mutatja.
- Növényszerelem: (1913)

Míg az első periódusa merőben negatív, később a keleti filozófiák hatására megváltozik. A jó és a rossz egységéről, és a kettő egyensúlyáról kezd el beszélni. 1914-ben vált: a gyerekkori rajzaihoz nyúl vissza, átveszi annak humorát és naiv vonalvezetését.

## 1914–1918
A színeket csak 1914 után hódította meg igazán: Tuniszba utazik Macke-val. Ekkor kialakul egy jellegzetes vonása: se nem ábrázoló, se nem absztrakt, fedi egymást a kettő. Motívumai a formák ősformái, alapvetően geometrikus jellegben jelennek meg.
Fő kérdése: hogyan lehet egy költői tartalmat vizuálisra lefordítani. „Ha egy költői és egy képi gondolat fedi egymást, akkor jó a kép” – mondja Klee. Lírai, személyes, érzelmes dolgokat jelenít meg.
Klee szereti a vízfestéket: ez az anyag metamorfózisát jobban szolgálta. Egyfajta életelemként is felfoghatjuk a vizet. Víz: keresztelő medence.
Fontos volt számára a színes alapozás. A műveit pontos alapozással kezdte. Az ornamentális képeken megjelenik egy kis jel: ez a tárgyi dolog, a kapaszkodó. A leggyakoribb ilyen kapaszkodó a kitekintő szem, ez a magasabb szellemet jelképezi.
A valóság nála elgondolt világ. Rengeteg asszociációs folyamatot hoz be. Az összes motívum metaforikusan értelmezhető.
Mindössze 12 napot töltött Tuniszban, és kijelenti „A szín és én egyek vagyunk.” Tuniszi élményeken alapuló képeit mindig fejből festette. A városi és a képi építkezést egyesíti, ornamentális, szőnyegszerű struktúrát alkalmaz. Egyre erősebb szerkezet kezd kialakulni, eszköztára egyszerűsödik. Ornamentális jellege elsősorban rácsszerkezetet ölt, úgy véli ez a világ szerkezete.
1914 után egyre nagyobb mennyiségben születtek azok a ragyogó színezésű, sokszor csak vignetta nagyságú lapok, amelyeken a déli táj motívumai: pálmák, erdők piramisok és izzó vörös napkorongok, házak játsszák a főszerepet. Városképei a mennyei Jeruzsálemet idézik.
- Vörös és fehér kupolák: (1914) A déli táj színei jelennek meg. A lelke mélye felszínre tör. Hatnak rá Delanuay prizmái. A város struktúráját követi a négyzetháló.
- Puputeve: A fák gömbjeinek mozgása idézi meg a tevét.
- Színes körök színes pántokkal: (1914) Tuniszi élmény, Delanuay hatása érezhető.
- Emlékezés egy kertre: (1914)
- Emlékezés egy szőnyegre: (1914)
- Európai kolónia Tunéziában: (1914)
- St. Germain közel Tuniszhoz: (1914)
- St. Germain látképe, Tunisz: (1918)
- Fenyőerdő: (1914)
- Fenyőfák, vörös és zöld: (1915)
- Déli kert: (1914)
- Déli kertek: (1919)
- Város három dómmal: (1914)
- Niesen: (1915) A kék hegy részben Novalisra utal: a költői hegy, a transzcendencia. A hegy fölött ott van a betlehemi csillag a Nap és Hold társaságában. Utolsó ítélet-hangulatot idéz. A képet a háború alatt készítette. A hegy a valóság legyőzése. A motívum ugyanúgy lehet svájci hegy, mint afrikai motívum.
- A város előtt: (1915)

- Szél Marc kertjében: (1915)

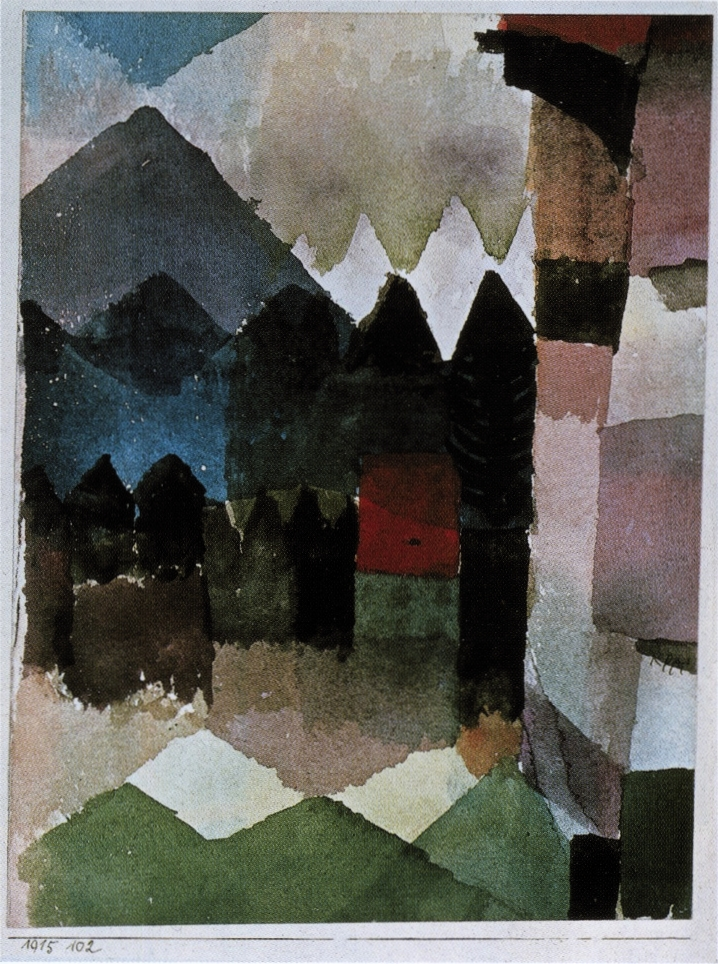
Szél Marc kertjében (1915)

- Címke Egyiptomból: (1918) A tárgyi elemek játékosak. A piramis is, mintha váza lenne, a benne levő növény félig pálma. Ott van a 3 gizai piramis, a kör Nap-szimbólum, az ív szivárvány. Egyiptomban a vörös a pusztítás színe, a zöld pedig az életé. A négyzetnek bajusza van, ez is egy játékos motívum.
- Ház:
- Ház és temető: Európai, meseszerű.
- A tornyok városa: (1916) Idézi a Parnasszust és a Walhallát is. Megjelenik a kapu és az út motívuma. A kapu egy létszintek közötti átmenet, az út az életút.
- Csillagok a gonosz házak felett: (1916) Az első képein főleg városképek jelennek meg. A kikötők, hajók, bohócok díszletszerű elrendezésben van valami naivitás.
- Város mint szerkezet: (1917)
- Szövött táj:
- Architektúra:
- A múlt tájképe: (1918)
- Befejezetlen tájkép: (1918)
- Kert éjjel: (1918)
- Mélyen fekvő táj: (1918)
- Remetelak: (1918)
- Egyesített regény: (1916)
- Az álom: (1916)
- Ab ovo: (1917)
- Vitorlás hajók a viharra várnak: (1917)
- Szomorú virágok: (1917)
- Tájkép prehisztorikus állatokkal: (1917)
- Sassal: (1918)
- Négyzetek: Egyre erősebben halad a négyzet felé. Ezek a munkák készítik elő a mágikus négyzetek sorozatát.
- Városkép kupolákkal: A kép alapstruktúrája itt is a négyzet.

A városképek mellett fontos darabok az állatvilággal és démonokkal foglalkozó művek. Az ember démonait, stupiditását humorosan kezeli. Az emberben levő rosszat nem az emberrel, hanem az emberben levő nem-tudással azonosítja. Az embernek magában kell harcolnia a démonok ellen. Az angyaloknak és a démonoknak keverednie kell, mely megteremti majd az egyensúlyt. (Ez Blake nézeteire hasonlít.)
- Démon a hajók felett: (1916) A démon belső szervei kívülre kerülnek. Az összes forma súlytalan és nevetséges. A démonból bohóc lesz.
- Kakasdémon: (1916) A szem a szövevényt lénnyé formálja.
- Teuton vad férfi: Robusztus, busa fejű germánt látunk, fején viking sipkával. A nemi energia jelzése a vörös nyíl.
- A démon pillantása: (1917)
- Angyal ereszkedik: (1918)
- Madár-találka: (1918) Klee ironikus látásmódjának költői fénytörésében néha az egészen egyszerű jelenetek is az emberi viselkedés jellegzetességeit öltik magukra. Az akvarell állatfigurái groteszk gúnnyal mímelik az emberi kapcsolatok karakterét (ahogy a büszke fiú-madár domborít.)
- ÖnarcKép: (1919) Gondolataiba merül éppen. Afro eredetét jelzik a formák. Az arc mintha egy sivatagi tájat rejtene magában. Szája erősen összezárt. Befelé tekint erősen becsukott szemmel.

Nála is megjelenik a kubizmus hatása. Klee esetében nem egy teljes kubizmus átvételről van szó. Sokkal poétikusabban és játékosabban kezeli a témát. Ez főleg tájképein jelenik meg. Szelektíven a saját formáihoz idomítja a kubizmust. A kubizmus anyagelvű szemlélete Klee-nek nem tetszett. Nála nincsen matéria, az ábrázolt dolognak nincsen súlya. Az anyaggal szemben a fényt központi kategóriaként értelmezi.
Braque 1912-ben használja először a betűket a kép kompozíciójában, mely ebben a viszonylatban sokkal inkább anyagi jellegű, mint a Klee képein megjelenő betűk. Ezek a betűk legfőképpen újságnevek, életrajzi vonatkozások, pálinkásüvegek. Klee-nél az egyes betűknek poétikus jellege van, hasonlóképpen, mint a kínai kalligráfiának: a betű és az ábrázolt dolog összhangban van.
- H-val: (1916)
- A villa R.: (1919) A zöld R betű utal a villára, a kép jelszerűségét erősíti.
- Az irodalmi piano: (1918)
- Emlékkő N-nel: (1918)
- Romok oszlopokkal: (1918)
- Don Giovanni: (1919)
- Tájkép E mellett:

## 1918 után
A háború után Münchenben bérelt műtermet, és többéves szerződést kötött egy műkereskedővel. Helyzete rendeződött. 1920-ban Gropius festőtanárnak hívta az alig egyéves Bauhausba, és még ugyanebben az évben egy berlini folyóirat megjelentette az „Alkotói vallomás”-t, Klee első jelentős elméleti munkáját. Még Kandinszkij is belépett 1922-ben a Bauhaus tanári karába. A Bauhaus így összefogta Kelet- és Közép-Európa avantgárd törekvéseit. Az 1920-as években a jelírás-szerű struktúra és a geometrikus leegyszerűsítés még erősebben jelentkezik. Hatott rá a Bauhaus hűvösebb, geometrikus szelleme.
- Üdvözlet: Teljes geometriai leegyszerűsítés. Találkozás, összeérés. Láthatóan geometrikus a struktúra, de megszemélyesednek a nyilak, mintha emberek találkoznának.
- Erósz: (1923) Egyszerre absztrakt és utaló jellegű. Mindig személyes világot jelez. Egy nemi közösülést látunk.
- Elválás este: (1922)
- Lenyugvó Nap: Mintha egy növény szárára lennének felfűzve a dolgok. Érzelmi alapon rakja össze a formákat.
- Kerti terv: (1922)
- Fiatal lány kalandjai: (1922) A szerelem nemi oldala jelenik meg szolidan. A lány szerelemtől bódult. Egy férfi van előtte madár alakjában. Formája a jávai vajang figurákat idézi. Alul vörös férfi energia jelenik meg.
- Hold és hajók: (1927) A jelek mozgásai végzik a természeti utalásokat. Képeinél a nézőnek is szerepe van ily módon.
- Sarkvidéki olvadás: (1920) Az északi fény színfüggönyében jelenik meg a kép. Egyszerű geometrikus elemek játsszák a főszerepet, a vonalak egyféle ritmusú játéka és ez színekkel megtoldva varázslatos hangulatú tájképpé változik át. A napkorong, vagy holdkorong, amelynek fontosságát már eddig is megfigyelhettük itt duplán jelenik meg. Nélküle a táj visszahullana minden konkrét jelentés nélküli dekoratív szín-és formahalmazba. Ez a motívum Klee művészetének egyik legfontosabb kompozíciós fogása. Képeinek ornamentális-geometrikus szövevényét általában egy-egy konkrét jel, félreismerhetetlen forma billenti át az értelmezhetőség területére. Természetesen ezzel a konkrét jellel sem lesz a festmény természetelvű kompozíció, hiszen továbbra is inkább az elgondolt világ és a spontán, álomszerű emlékek keveréke marad, de kétségtelenül ismerőssé és hangulatgazdaggá válik. Ezek a kulcsfontosságú részletek asszociatív erővel rendelkező jelek. A valóságos természeti világnak valamiféle embléma-szerű lenyomatai. A módszer hasonlít az irodalomban megfigyelt költői megszemélyesítésekhez.
- Az éjszakai növények növekedése: (1922) A mozgás Klee-nél az élet lényege. „A megállás, a pihenés csak véletlen leállása az anyagnak.” Titokzatos éjszakai közegben jeleníti meg a növényeket: a láthatatlanság birodalma ez, a titokzatos növekedésé. Nem a külső fejlődését ragadja meg a növénynek, rombusz, kör, szívszerű alakzatokra bontja a formákat. Mindegyik növény a növekedés ugyanazon fázisán megy keresztül. Az egész kompozíció zenei. A sötét alapból indulnak ki, majd szürke és sötétkék ( pislákoló életjel) színeket öltenek, majd a szürke kivilágosodik, narancssárga lesz belőle és végül a növény feje hűvös kék színű lesz. A színek révén különböző tudatállapotok jelennek meg.
- Rosa Silber kendője: Emberhez kötődő láthatatlan dolgot tesz láthatóvá. A kép gouache technikával készült. A hangnak – mely egyszerre hullámtermészetű és anyagi – a textúráját ragadja meg. Kifeszített géz a kendő, a szélei elnyűttek, ez a zene és a hangjegyek szövevénye finom anyagiságba öntve. A hang textúrájának megjelenítése konceptuális irányba viszi el a képet. Klee művészetében mindig is nagy elméleti nyitásokat figyelhetünk meg: minimalizmus, absztrakt expresszionizmus.

A kendőn Rosa Silber monogramja látható. A hangjegyek kiejtett hangjegyek. Áriát ( = levegő) jelenít meg az anyagi és az anyagtalan határán levő infravékony területen (Duchamp porcsapdáira is lehet következtetni.)
A kép humoros oldalt is kap: híres énekesek torokféltő mániája, a test kapcsolata a levegővel.
- Hegedűs izzadtságkendője: Gyümölcsök pirosban. Egy zsebkendő ábrázolása komoly filozófiai problémákat vet föl: Jasper Johns zászlóképei, vásznon a vászon megjelenítése.
- Koncert az ágon: (1921)

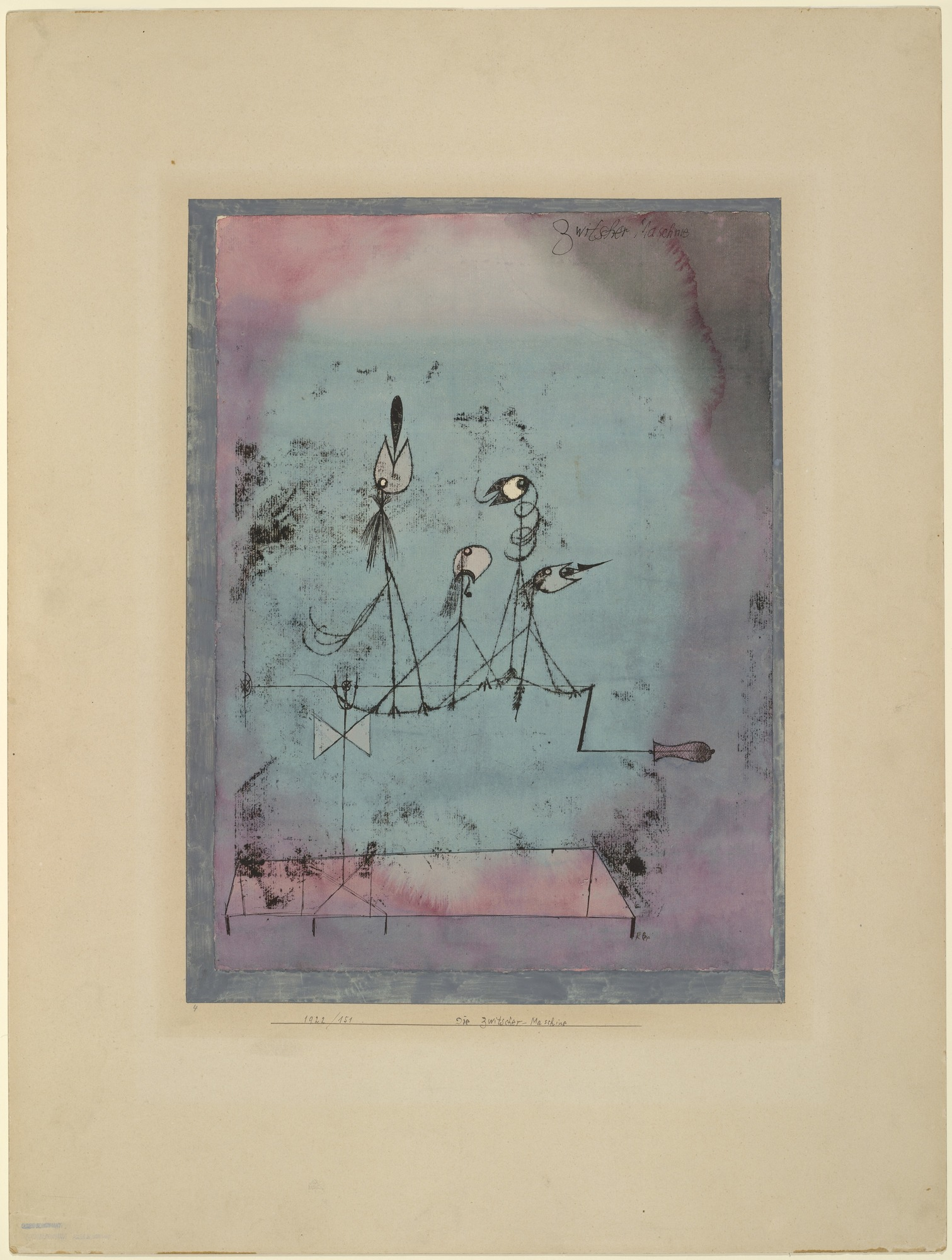
Csiripelő gép (1922)

A félelem arca (1932)

- Csiripelő gép: (1922) A korábbi savanyú nyomatok karikatúraszerűségét is továbbviszi. Érintkezik a Dadaizmussal: a humorforrás a gépből fakad. Belekeveri a Bauhaus gép-mániáját: a gép megmenti az embert. Életet önt az élettelenbe. Kurblin ülnek a madarak: zenegép talán.

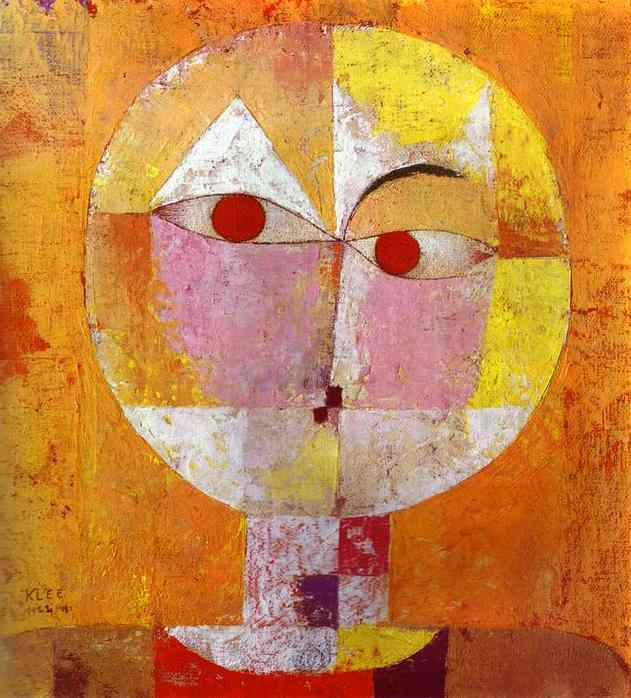
Senecio (1922)

- Senecio: (1922) Klee szintetikus stílusát mutatja ez a kicsi kép, mely ugyanakkor monumentális. Egyszerre portré, bohóckép, ugyanakkor a kört, mint ősformát ragadja meg, a kör a biológiai kezdet. A kép a gömbölyű és szögletes formák egységén alapul. Aprólékos, piciny, mikro- és makrokozmikus. Bálványszerű: a geometriai és az emberi arc formája egybeolvad. (Picasso eljárása: sok körszerű fejet festett, de ő mindig a fejből indult ki és így jutott el a körig, nála mindig az arc organikus jellege dominál, Klee-nél ez fordítva van.)

Bohóc arc: Pierrot figurák: Chaplin figurák. Mintha nem is egy bohóc tekintene ránk, hanem az a szerep, amit különben a bohócok is gyakran eljátszanak a porondon: közelebb maradt a természeti-anyagi világhoz, a „tojáshoz” – vagyis az együgyű gyermekdedséghez jobban ragaszkodó Pierrot-hoz. Kemény, kicsit esetlen vonalaival ez a képecske azért az ugyancsak esetlenül és szögletesen mozgó Chaplin-figura rokona lehetne. A geometriai elemeknek szép belső játéka van: a két szem ellipszisében két szép vörös kör van, a száj ellentétes ezzel, ellentétes irányban két sötét négyzet. A fej egyszerre komikus és melankolikus. Rejtett élet tűnik elő, ez lelkesíti át a portrét. Senecio: a cím egy növényre utal, melynek alakja erre a fejre emlékeztet. Ugyanakkor a fej akvárium is.
- Stigmatizált: Folyamatosan foglalkozott az arccal és a körrel. Kéregszerű, föld.
- Fej: Picasso rokonsága a kép, mely kubisztikus hatású: az arc szemből és profilból jelenik meg egyszerre.
- Villám arckifejezéssel: (1927) A fejet égitestként látjuk, mely egy szétrobbanó csillag.

Képein több szinten folyó létsíkok egységét ábrázolja. Ezekből alakul ki sajátos szimbólumrendszere a 20-as évek végén, ezek azok a kis formák, amik a nagy kozmoszra utalnak. Az anyaggal még érzékenyebben fog bánni. Korábbi költői jellegű műveiben csalódott: a képnek a lényege nem a tartalmiságában van, hanem az alkotói folyamatban, ennek következtében lesz erősebb az alkotói folyamata, ahol a festői anyagok kerülnek előtérbe. Az anyagokkal pepecselve bontja ki a képet. Sokat alapoz. Ez a szöszmötölés a műteremben egy lelassult idő-dimenzió (Duchamppal mutat rokonságot és egyben ellentéte Picasso gyors metódusának).
Emellett a motívumok abszolút megszemélyesítődnek, az ásványok és növények emberszerűen viselkednek, a gyermeki személyiség, az emberi viselkedés jellegzetességei kerülnek előtérbe.
A 20-as évek közepén több itáliai és franciaországi utazást is tett, s ekkor már igen fogékonyan reagált a korábban alig észrevett bizánci mozaikokra, és általában az archaikus emlékekre.
1924-ben Jénában előadást tartott a modern művészetről: A természet teremtő erőiről beszélt. A természet a festőn keresztül új formákat hoz létre, a művész médiummá válik. A természet = szellem. A világot lezáratlanul kell látnia a festőnek , a művész teremtő erőkkel azonosul. Ehhez szükséges: ásványtan, növénytan, őslénytan, történelem ismerete. Klee hisz abban, hogy behatolhat a természet erőibe. Kandinszkij inkább misztikus, szerinte nem lehet behatolni a tárgyi világba. Mindketten transzcendens irányultságúak. Kandinszkij az Istennel való egyesülést csak misztikusan tudja elképzelni (ortodox vallás), Klee ezzel szemben református.
Klee naplójában pontosan fogalmaz: a mítoszt is elfogadja, szinte tudományosan értelmezi.
Klee művészetét szigorúan anyagelvűnek tartotta: a világot sok modern művésztől eltérően nem az „ideális” és a „földi” dolgok kettősségében látta, hanem szigorúan egyneműnek, sőt anyagelvűnek. „Az alkotóerő valószínűleg nem más, mint az anyag egy formája, csak nem abban az értelemben érzékelhető, mint az anyag ismert fajtái. De az anyag ismert fajtáiban felismerhetően jelen van, s azokkal egyesülve funkcionál. A fogalom a tárgyból származik, a fogalom tárgya nélkül nem hat.”
Az ellentétpárokban kifejeződő, s a művészetben is ellentétes eszközökkel ábrázolható jelenségeknek nagy szerepet szán – ezekben a mozgás megszületésének és az élet megjelenésének feltételeit látja.
A 20-as évek végén elfordul az emberi világtól. Személytelenebb létmódok felé fordul, a tárgyi létezés, a természet összefüggéseit kutatva. Visszafogott csendes létmódokat örökít meg, halak, ásványok, mélyvízi élet, mikroszkopikus életmódok.
A geometriát metaforikusan kezdi el értelmezni, nem pedig a Bauhaus programjának megfelelő módon. Az arányok segítségével megpróbálja a művészet és a természet törvényeit összehozni. A szerkesztett geometria is személyessé válik műveiben, érezhetően az itáliai reneszánsz épületek hatására. Sok munkájában kristályszerű épületek és földi erők jelennek meg.
- Összetört Olimposz: Nem lehet elkülöníteni a romokban levő ember által és a természet által alkotott formákat. Az ásványi és az emberi világ összefonódik: a világot egészként éli meg. (A világban két fényesen ragyogó csúcs van: isteni mindentudás, állati, paradicsomi nem- tudás, az ember mindkettőt akarja és összhangot akar létrehozni a kettő között. – mondja Kleist)

Schopenhauer: Lélekvándorlás tana: Az ember a növényekbe és a kristályokba tér vissza. Ily módon ugyanaz az erő munkál mindenütt.
- Orfeusz kertje: (1926)
- Óriási rózsakikötő: (1925)
- Omega 5: Az ásványok emberiek.
- Erdei eper: (1921) Rovar és női figura összefonódik. A fej helyét állati potroh veszi át.
- Tájkép sárga madarakkal: (1923–32) Akvárium szituáció, minden létforma egysége ez.
- Északi erdő istene: (1922) Erdő jelenik meg a természet alapstruktúrájában. A felvillanó fények az erdőistenség bujkálására utalnak.
- Mágikus színház: Kötődik a német romantikához. A szörnyek Bosch világát idézik. A kiindulópont Hofmann Branvilla hercegnő c. írása. A figura jelekből áll össze, táncoló emberszerű párt varázsol elő. Mellette egy androgün küklopsz lény. Van egy nyúl is: ez a tudati folyamat jelzője. Egyszerre jelennek meg különböző csillagok: apokaliptikus hangulat uralkodik a képen.
- Hegyi karnevál: Finom atmoszferikus jelenségek, és mágikus színház jelennek meg. A középpontban egy fura lény van, mely egy szemet tart. Madarat is láthatunk mitikus szemmel, vak kisgyereket, nőt szem-szerű tállal, létrát, mely az ember felfelé törekvését szimbolizálja. (Gép: Max Enrst a szürrealizmus és a festészet kapcsolata.)
- Botanikus színház: (1934) A növények aktívak lesznek.
- Madárgyűjtemény: Ezekben is fontos a mozgás.
- Kígyók: (1924) A homok- és földszínű kövekből nőnek ki a kígyók. A kövek is rejtett kígyó- formát tartalmaznak. A kígyó nem erőteljes élet még, mert halvány-vörös.
- Vízfejű színész: (1923) Klee szerette a színházat. (A fiának külön bábszínházat csinált, külön meséket is írt hozzá.) Ez a figura egyszerre egy bolond katona, illetve egy démoni figura, mely transzcendens önfénnyel rendelkezik.
- Szinbád a tengeren: (1923) Egy vígopera díszletének készült. A hal szembeszáll az emberrel. A fény és a sötétség harcol ezen a lapon. Sötét ős-óceánban játszódik a jelenet. Az ember kis lélekvesztőben harcol a lényekkel. Harca állandó és eldöntetlen. S alakú vonal választja őket ketté: kínai filozófia, a jóból és a rosszból kijövő tökéletes egységet szimbolizálja. Az állatok északi-gót ornamensekből épülnek fel. Maga az ember ölti magára a humánus erényeket s a vízi lényeknek csak a sárkányszerűen vérszomjas természet szerepe jut.
- A csúfondáros madár éneke: (1924) Létrakarikatúra, az emberi felfelé törekvés karikatúrája. Az ember belegabalyodik a létrába, cseng-bong a feje, mikor lezuhan. A fején egy kérdőjel – bizonytalanná teszi. Az egészen egy madár röhög. A kép közege nagy űr.
- Csendélet dobókockával.
- Forgó ház: Perzselő nap, sivatag, a tárgyak összemosódnak.
- Mágikus halak: (1925) Teljesen álomszerű. Az egész képet lezáratlan lehetőségek sora jellemzi. A halak egy víz alatti világot feltételeznek, az óra pedig egy tornyot idéz. A virág földi elem. Oldalt egy bohócfigura kukkant be. Két arcú női figura is jelen van: okoskodó és rúzsos. Az óramutató 9 órát jelez, de az egész kép időtlenséget sugall. A tengeri lét tudatalatti világot idéz. A hal szimbóluma több munkáján is vissza fog térni.
- Aranyhal: Keresztelő tálon felkínált szimbolikus hal jelenik meg, az ősi keresztény rítusokra utalva. A hal a titokzatosan néma, fürge lét szimbóluma, és az értelmi világé is. Az élő és az élettelen határát is jelzi: a hal, mint áldozat. A hal az ártatlanság és a tisztaság és egyúttal az áldozati lakoma szimbóluma. Sokszor talán az értelmi tisztaság jelképe is, és az értelem előtt feltárulkozó ismeretlen világ, költői intuíció erejével megidézett „mélyvíz” lakója.

Képein gyakran jelenik meg a hal ősi patakok között fény vagy hűvös derengés közepette, s víz alatti kertek bűvös virágai foszforeszkálnak közeledésükre. 
- Hal Kép: (1925)
- Halak hegyi patakban: (1926)
- A hal körül: (1926)
- Fekete herceg: (1927) Ornamentális, arabos jellegű. Érdekes citromszerű hatalmi jelképet tart a kezében. Gonosz e vagy dicső? Arthur Cravann szerint „Klee az 1001 éjszaka meséjének festője.”
- Bolond transzban: (1929) Klee jól tudta, hogy az agresszivitás gyökere az ostobaságban és a tökéletlen érzelmekben keresendő. Az imbecilitás éppoly veszedelmes, mint a nyílt és hatalomra törő erőszak és rendszerint gyorsan egymásra is találnak. Ezt a torz vigyorú ostobaságot a veszélyes aktivizálódás állapotában ábrázolja. A vihogó lüktetésű és nyugtalan tekintetű kedélyesség félelmetes, hiszen az elszabadult ösztönök vigyora és a féket már nem ismerő őrület rajzolódik ki rajta. Az alantas és kispolgárias kedélyességű „hétköznapi fasizmus” színre lépése ez.
- A nagy kupola: (1927) A rajz tulajdonképpen a hímzések vagy rovátkált népművészeti karcolások, esetleg az ókori ékírás és hasonló írásjegyek emlékeinek újszerű felhasználása. Az ornamens elemei játékos kavargásba kezdenek, sorszerű összekapcsolódásukból önként kínálkozik a felismerés: „utcasor”. És hogy igazán annak látsszék, a művész még megtoldja a kompozíciót egy vitathatatlanul kupolának tetsző félkörrel és toronnyal. Az illúzió teljes – de csak egy pillanatig – a következő percben az ornamens jelleg dominál. E kétértelműség fontos eleme a művészi hatásnak, mert így az utolsó téglát, a felismeréshez vezető gondolati lépést a nézőnek kell a képhez hozzáraknia, ebből az aktív felismerésből fakad az evidencia élménye, a valósággal való összefüggés öröme. Itt nem a reneszánsz természeti tapasztalat öröméről van szó, hanem az ornamentika játékos logikájáról.
- Lagúna város: Játékos. A tornyok olyanok, mintha Moszkva lenne, holott ez Velence.
- Eső: (1927) Ennél a képnél a cím nyújt fontos támaszt ahhoz, hogy a kép tartalmának felderítése felé elindulhassunk. A felső horizontról lecsüngő-hulló vonalak az „eső” szó asszociatív hatására az esőfelhőkből aláhulló víz képét idézik elénk. Ez a rajz kétségtelenül már határesetet jelent, aligha lehetne valamit szűkszavúbban kifejezni – tulajdonképpen a karikatúraszerű közlésmód körébe tartozik.
- Fenyegető hóvihar: (1927) Érzékeny konstruktivitás.
- Egy lap a városok könyvéből: (1928) A népművészetből merített ornamens elemek szigorú és archaikus rend szerint tagolódnak. Csupán a lap felső harmadában trónoló korong billenti át a Nap és az alatta rendeződő városkép jelentése felé.
- Lebegés emelkedés előtt: (1930) Ez egyfajta mitikus, ugyanakkor modern gondolkodásmód. A konstruktivizmus utópiája. Elfújta az egészet a szél. Transzparens felületek vannak (Moholy-Nagy: Transzparencia elméletének karikatúrája ez.) Emlékeztet egy sárkányra, I. világháborús repülőgépekre. Súlytalanság, gravitáció elvetését írják le a formák. A Bauhausban közkézen forgó geometrikus formák a természeti világ metafizikus jellegű összefüggéseinek feldolgozása, a szabadban lebegő térrács úgy emelkedik egy láthatatlan légáramban fölfelé, mintha elszabadult matematikai képlet vagy sodródó molekula-halmaz lenne.
- Tévelygés zöldben: (1930) Karikatúra. Vízfejű, túlokoskodó figura. A Bauhaus-karikatúra a kockás asztalban rejlik, rajta egy cégérszerű láb. A láb próbál a létrán felfelé törni. A figura feneke egy kör. Játékos geometriai formák ezek. A láb elindul a létrán a kozmoszt megszemélyesítő korong-arc felé. A lehetetlenig kapaszkodó emberi kíváncsiságot próbálja nyomon követni, de a gondolati tartalmú rajzi megszemélyesítés mellett újra érezzük a közvetlenebb és emberibb magatartás játékos humorát is.
- Hódító: (1930) Egy katonát látunk.
- Különféle perverzitások: Az emberi gépek nevetségessége. Egy ember próbál lelőni egy madarat.
- Körtedeszcilláció
- Férfi:

Egy magángyűjtőkből álló társaság hozzásegítette egy egyiptomi utazáshoz is 1928-ban. Ez az út Klee számára megismételte és elmélyítette az egykori tuniszi kirándulás tanulságait.
Maga a természet legdinamikusabb eleme, a fény konstruktív játékokban szilárdul meg, görbéket egyenessé tesz, egyeneseket meggörbít, köztes tereket mozgásba lendít azáltal, hogy ezekben saját alakzatait hozza létre. Ezekben a konstruktív mozgásformákban pszichikus többlet nyilvánul meg. Egy tiszta forma együttes konstrukciójával ugyanis sok minden elérhető, noha közel sem minden. Az elérendő tartalom a fontos. A vonal, a tónus és a forma eszközeivel való foglalkozás irányul arra a lényegi óhajra, amelyet Klee a „pszichikus improvizáció őseredeti területének” nevez.
- Főút és mellékutak: (1929) Az életteli Nílus-völgyet festi le. A termőföld határát jeleníti meg. A perspektivikus vonásai miatt felfelé emelkedik. Olyan ez a kép mint valami különös tapéta, keskeny csíkok és mezők együttese, szorosan egymás mellett, olykor annyira összegyűrve, hogy kiszáradt iszapnak tűnik.
- Emlékmű egy termékeny országban: A sivatag fénye jelenik itt meg.
- Fiatal fák és tisztás: (1929)

- Ad Marginum: (1930) Naphimnusz. Centrális kompozíció. Az összes tárgyi elem kirepül a kép szélére. Egyedül a Nap az, ami igazi dimenzióval bír. Növények, virágok, gombák jelennek meg a margón. Íbisz is jelen van. (Egyiptomi halastó). A földi és az égi világ erősen szétválik. A Nap nélkül nincsen élet.

A háború után megváltozik Klee művészete. A művek formanyelve átalakul, monumentálisabb lesz.
Mágikus négyzetek sorozat: A négyzetekben a legnyilvánvalóbban fejeződik ki képi anatómiája. Egyszerű rácsszerkezetet alkalmaz. A négyzetek akcióiból jön létre egy lírai, érzelmi világ. „Egyszer a világot szőnyegszerű színcsodának láttam, a legmeglepőbb ellentéteket egy harmóniába feloldva.” 1923-ban Klee színes kockákból kezdi felépíteni képi architektúráit. Különböző nagyságú és színű, egymás mellé illesztett színes sávok önálló ritmikus harmóniává olvadnak össze. Eredetileg nem irányulnak semmiféle dologi tartalomra. Az építészeti eljárás csak alkalomszerűen asszociálja építészeti képződmények meglétét. Ezek a lapok aztán tárgyiasulnak és így lesznek belőlük: Várak, Tornyok, Architektúrák. Az áttetsző síkrétegekre bontott s egymásra rakott színeknek a hatását ugyanakkor módszeresen vizsgálja, és kidomborítja mágikus tulajdonságaikat. A képen levő raszternek mágikus értelme lesz. Absztrakt valóságba űzi a képet, varázslatos világba látunk, melyen át titokzatos helyiségeken keresztül érinthetetlen, varázslatos világba látunk, messzeségekbe, laterna magicába.
- A szín asztala: (1930) Wili Groman ezeket a képeket az életmű belső körének tekinti. Megszűnik az alak és a ráhelyezett figurának a kettőssége. Megszűnik a grafikus jelleg is. A rácsszerkezet lesz az alapvető motívum. Ez összekapcsolódik Klee bőrrákjával. Mezei Árpád tanulmánya foglalkozik ezzel, „Az alak léte csak az alak kikristályosodásában van.” Feloldódnak a figurák kontúrjai. Betegsége csak 1937-ben válik súlyossá. A betegségnek pszichés következményeképpen alkotókedve megnő.

A fény szerepe eltűnik, a művek szinesztétikus hatása megnő. Hőérzékelés, melegség, hang és tapintás összekapcsolódik. Talán ezekkel a festői elemekkel kompenzálja betegségét.
- Növényzet homokkal: (1927)
- Ritmikus: (1930)
- Ritmikus, szigorúbban: (1930)
- Ad Parnassum: (1932) A kép Düsseldorfban készült. Ez a mű a zenéhez kapcsolódik. Divizionista hatású, melyet pötyögtetéssel ér el. Egész sorokat betöltő fehérek vannak jelen. Joseph Fuchs: Gradus ad Parnassum c. műve alapján készült. A tradícióhoz nyúl vissza: a barokk kontrapunktot alkalmazza, ez az alapvető komponálási eszköze. Egy polifóm kompozíció kodifikálása ez a mű. A vonala egy hegyet (mely piramis is egyben), egy kaput és utat formál meg. Ellenpontok: kék-vörös; grafikus-festői.
- Távoli tájKép: (1931)
- Arab dal: (1932) Egy textilből hoz létre művet. Olyan, mint egy pachwork. Egy arab lefátyolozott nő arcát látjuk, ablakba komponálva. A táj és a figura finoman összeolvad. Az orr egy kint látható fa, a szájat egy árnyék jelzi. A szemeket két domb alkotja.
- Hamis eskü: A 30-as évek második felétől megjelenik Klee művészetében a tragédia eleme. Nem öntépő módon. Személyes hitelű. Ez is egy árnyalt lélektani megfigyelésen alapul. Nem illusztratív, inkább lélektani okait ragadja meg a tragikusságnak. A butaságból születő erőszak. Sok elszabadult ösztön, apró csalások jelennek meg.
- Hasbeszélő: Megjelennek zsarnokszerű figurák. Ez egy felfuvalkodott zsarnok. Szellemileg súlytalan, de veszélyes. Testét kitöltik a tévképzetek. A nagy formákon belül kisebb lények jelennek meg.

## Kései periódus
A termékeny és nyugodt 20-as éveknek a világválság és az európai politika egén gyülekező viharfelhők vetettek véget. 1928-ban Grupius és Moholy-Nagy elhagyták a Bauhaust, az új igazgatók Hans Meyer és Mies van der Rohe, más szellemben vezették tovább az intézményt, úgyhogy Klee sem kívánt tovább ott maradni, és 1931-ben elfogadta a Düsseldofri Akadémia meghívását, ahol 1933-ig tanított. Az események azonban tovább torlódtak, és következő esztendőkben a nemzetiszocializmus hatalomra jutott. Klee 1933 karácsonya előtt, ingóságainak egy részével megérkezett szülőföldjére, Bernbe. Tudta, hogy Németországban a modern művészet sorsa egyelőre megpecsételődött. 1937-ben, a nemzetiszocialisták által elrettentésként rendezett „Entartete Kunst” (Elfajzott művészet) kiállításon Klee-nek is szerepelt 17 műve, 120-at pedig, mely addig nyilvános gyűjteményekben volt, hatóságilag lefoglaltak.
Kései periódusára a korlát és vonal-motívum használata lesz jellemző.
- Gazdag kikötő: (1938) Nagy méretű vízszintes vásznak. A körvonalak kinyílnak. Sok kicsi jel jelenik meg: hajó. Ami tájképpé teszi a képet. Pasztellel dolgozik sokat. Erős vonalak. Felülről nézett tájakként hatnak.
- Viaduktok forradalma: (1937) Az ember műszaki tudásának a szimbóluma lázad fel. Fejük, szellemük, érzelmeik nincsenek. Fenyegető horda lesz.
- Insula Dulca Mara: (1938) Holtak szigete. Éjszakai árnyak szigete. A vonalak egyszerre jelzik a kikötő vonalát, ösvényeket a szigeten belül, figurák is lesznek belőlük. Kígyó. Részben Picasso szörny alakjaival rokon lények jelennek meg Klee-nél is. Labirintusszerű. A háttérben hajó. A sziget Klee elszigeteltségére utal. Lágy tavaszi színek, sok a fehér. Mintha a jég alatt megjelennének az élet dolgai. Élet és halál pereme.
- Park Lu(zern) mellett: (1938) A fekete vonalakat pasztelles foltok ölelik körül. A virágzás és a téli kopárság egyszerre jelenik meg. A park egy zárt sziget. Ezek a beszűkölő lehetőségek Klee életében, ez már nem makrokozmosz és nem mikrokozmosz. Kárpótol minket a vonalak mozgása.
- Figura a kertben: (1937)
- Gyermekjátszótér: (1937)
- Hősi rózsák: (1938)
- Virágok kőben: Jégbezárt világ, auraszerű megfestés. Ősi jelekké alakulnak a növények, mintha egy krumplifej lenne. Egyszerre halál és élet. Lemondás. A kő őskori hangulatot áraszt. Klee egyre többet beszél a halálról: a halál utazás, ami közelebb viheti a kreatív centrumhoz.

Megszállottan érdekelte a történelem: „Egy jobb kor lebeg bennem, ősi otthonomat keresem.”
- Mesterséges tó a kertben: (1938)
- Növekvő izgalom: (1938)
- Sarjadékok: (1938)
- Folyami hajózás: (1937)
- Szoborpark: (1939)
- Történés a kertben: (1937)
- Túlvilág: (1937)
- Villás ágak és csiga: (1937)
- Virágzás éjjel: (1938)
- Az erdő mélyén: (1939)
- Anya gyermekével: (1938) Egyik legszebb és legtartalmasabb ornamens-képe. A fafaragások vagy kovácsoltvas ornamensek kanyargó és hurkolódó vonalai egy ősi képtípust rajzolnak körül úgy, hogy felismerhetők a figurák is, de felismerhető az építőanyagul használt népi ornamens is. A humánum és az anyai szeretet szimbolikus megidézése tehát még egy szimbólummal gazdagodik itt: a népművészetre való emlékeztetéssel. Klee-nek ezt a művét párhuzamba állíthatjuk azokkal a 20 sz.-i zenei alkotásokkal, ahol a modern szimfonikus formák tartalmát az emberi egymásrautaltság, zenei nyelvét pedig a népzenére való támaszkodás jelenti.
- Síró asszony: (1939) Arca egyetlen kopár felület, melybe a könnyek mostak aszimmetrikus redőzetű árkokat. Itt mintha egy pillanatra Klee közel jutna másik két kortársához: Picasso-hoz és Moore-hoz, akinek a londoni légitámadások alatt készült rajzai ugyanilyen redves kövületként mutatják be a metróalagutakba vonult és szenvedéstől elgyötört embereket.

1939 és 40 között a disszonáns hangok fájdalmassá alakulnak festészetében. Szimbólumépülete szétrobban a háború miatt. Súlyos körvonalak jelennek meg a vékony helyett. A halálfélelem erősödik benne. (Picasso szürrealizmusa). A második világháború közeledése és kitörése egybeesett egészségének rohamos romlásával. Egyre több lény lesz a képein, amik átvezetnek a túlvilágra. Angyalok, démonok, maszkok.
- Szép kertészlány: (1939) Raffaellóra utal vissza. A halál figurája ez. Körülötte biedermeier szellem. Ágyások. Tudatalatti idol. Nyugtalanító kísértet, aki tálcájára összeszedi a terményeit.
- Perui maszk: (1940) Halálfej. Az egész fej profilból és szemből is látható.
- Halál és tűz: (1940) Foszlósszélű vászonra készült, ráragasztva egy hordozó alapra. Testének a formái a német tod (halál) szót írják ki. A szürke a Styx folyó szimbóluma. A vándor a halott lelkét jelzi.
- Szekrény: (1940) Halálkapuk képe ez. Mintha egy ragyogó tüzes kapu lenne. Oltárszekrény hangulat. (Rothko, Matherwell).
- Fogoly: (1940) Kísérteties árny figura. A rácsok és a figura összefonódnak. Szakadozott textil. Éjszakai színeket használ.
- Angyal:
- Átfogó mozdulat: (1939) Az angyalok, amelyek az utolsó rajzait szinte elborították, kísérteties árnyfigurák; néma és várakozó pózban, arctalan arccal és testnélküli testtel. Lágy és puha formáik, légiesen halovány színezésük talán még a barbár maszkoknál is félelmetesebb. Ezen a képen az angyaloknak leegyszerűsített variációját látjuk, a kép csak néz, vár és hívogat.
- Baleset: (1939) Megfordított és fejre állított emberkéjével olyan, mint a lefelé fordított hüvelykujj ítélete: halál!
- Üstdobos: (1940)
- Csendélet: (1940) Utolsó képe. Cím és szignó nélkül. A kedvenc motívumai jelennek meg. Kép a képben. Jákob harca az angyallal. Klee egész életében kerülte a csendéletet, mert szerinte halott, így nem meglepő, hogy utolsó műve pont egy csendélet volt. A felszabadult öröm játékos táncát lejti, ott van minden, amit a művész valaha is festett: a Nap-Hold egyesült korongja, a groteszk figura, az asztalterítőn elszórt színes virágok, s hátul az „akvárium képek” delejes formái, edényei. Csak az előtérben, egy odadobott rajz vonalain látunk utalást az elmúlásra: Jákob és az angyal mitikus küzdelme, a halállal való birkózás tetszik ki e vonalakból, s a küzdőkön a megpecsételt ítélet, egy kis kereszt rajzolata. Ám e részlet csak névjegykártya, utalás a jelenre, míg magán a képen a múlt és jövő, a derűsebb és harmonikusabb kozmosz uralkodik.

Klee művei meggyőznek minket arról, hogy a tudatvilág tartalmának és belső mechanizmusának a feltárása nem tekinthető az emberi sorstól vagy a történelemtől független kíváncsiság szüleményének. Hanem mindez mélyen összeforrott korunk nagy kérdéseivel és történelmi fordulóival. A kezdetektől, a természeti népek és a gyerekrajzok művészetétől egészen a mítoszok felelevenítéséig és új köntösben való ábrázolásáig ívelt Klee pályafutása, életműve tehát a történelmi percnek és az emberi világnak sajátos – a művészet törvényei szerinti – totális értelmezése.
Klee, amikor a modern művészet más úttörőivel együtt visszanyúlt a régi és naiv művészetekhez, hogy azoknak a formakincsét a 20 sz. mondanivalójának tolmácsolására használja fel, kitágította az európai művészet horizontját is – új szintézist teremtett korok és kultúrák, ábrázolás és ornamentika között.

## Magyarul megjelent művei
- Pedagógiai vázlatkönyv; ford. Karátson Gábor; Corvina, Budapest, 1980